# Alejandra Pizarnik
Flora Alejandra Pizarnik (ur. 16 lub 29 kwietnia 1936 w Buenos Aires, zm. 25 września 1972 tamże) – argentyńska poetka, pisarka i malarka.

## Życiorys
Alejandra Pizarnik urodziła się 16 lub 29 kwietnia 1936 w Buenos Aires. Przyszła na świat w żydowskiej rodzinie wywodzącej się z Europy Wschodniej. Uczęszczała na Uniwersytet Buenos Aires, gdzie studiowała literaturę i filozofię. Interesowała się też sztukami plastycznymi. Studiowała malarstwo pod okiem Juana Batlle’a Planasa, argentyńskiego artysty pochodzenia katalońskiego. W 1960 wyjechała do Francji. W Paryżu pracowała dla różnych wydawnictw. Zaczęła publikować swoje wiersze. Zajęła się też tłumaczeniami. Przekładała na hiszpański dzieła współczesnych awangardowych pisarzy francuskich, jak np. Henri Michaux, Antonin Artaud, Marguerite Duras i Yves Bonnefoy. W 1965 wróciła Argentyny. Wydała wtedy trzy ze swoich ośmiu tomików poetyckich. W 1972 popełniła samobójstwo.

## Twórczość
Alejandra Pizarnik wydała między innymi tomy wierszy Los trabajos y las noches (Prace i dnie, 1965), Extracción de la piedra de la locura (Usunięcie kamienia szaleństwa, 1968) i  El infierno musical (Muzyczne piekło, 1971). Opublikowała też prozatorską opowieść o Elżbiecie Batory La condesa sangrienta (Krwawa hrabianka, 1965). Liryka Aleksandry Pizarnik wyraża charakterystyczne dla emigrantów poczucie osamotnienia i wyobcowania, wykorzenienia z kultury przodków przy jednoczesnej niemożliwości pełnej asymilacji w nowym środowisku. Twórczość ta jest pełna niepokoju, rozpaczy i odniesień do samobójstwa, które później urzeczywistniła. Z tego względu bywa zaliczana do poetów wyklętych, podobnie jak Paul Verlaine, Arthur Rimbaud i wielu innych autorów.

## Przekłady
Dzieła Alejandry Pizarnik na język polski tłumaczyli Krystyna Rodowska, Mieszko A. Kardyni i Paweł Rogoziński. Na język angielski przekładały je Cecilia Rossi i Yvette Siegert.